# Univers des arts
Univers des arts est un magazine consacré à l'art contemporain. Fondé en 1994, le magazine permet de mettre en lumière artistes, galeries, salons et institutions dévouées aux arts graphiques et plastiques en France et à l'étranger.

## Historique
Univers des arts est paru pour la première fois en kiosques en novembre 1994. Le premier numéro hors série date de 1996.
Ce magazine est diffusé en France, dans les Dom-Tom, en Europe et au Canada (tel qu'on peut le lire sur la tranche du magazine).

## Liste des numéros (sélection)
| Numéro | Période                                      | Contenu |
| ------ | -------------------------------------------- | --- |
| 1      | novembre 1994                                | Salon d'automne Dali intimeNicolas PoussinHélionGaston SebireLorjouGustave CaillebotteMatta |
| 112    | juin 2006                                    | Georges Rouault en CoréeJivko à l'Orangerie du LuxembourgClaude Gaveau à Saint Rémy |
| 148    | février 2010                                 | Claude GAVEAUChristian BILLETALAIN-PIERRE PERSICOEDVARD MUNCHMAX GIRE |
| 173    | mars/avril 2014                              | Eric Bourse (p. 1, 45)Cho Taik-Ho (p. 58)Françoise Abraham (p. 20)Guy Geymann (p. 55)Hervé Loillier (p. 30)Michèle Taupin (p. 4, 38) |
| 174    | mai-juin 2014                                | Michel Henry (p. 56)Fabio Calvetti (p. 70)Bernardino Toppi (p. 18)Jacqueline Gougis (p. 42)Académie du Port Royal (p. 29) |
| 175    | juillet / août / septembre 2014              | Messagio Franck Godille - Allégories figuratives : Le focalisme Jean-Claude Bligny - Une lumière dans l’obscurité Guirette - Les couleurs de l’arc-en-ciel Célia - Entre rêves figurés et abstractions Zanella - La brise aux marquises Joce - Au départ, le hasard !                                                                          |
| 176    | octobre / novembre 2014                      | Annette Jalilova et Katerina Nevolina - Galerie du Marais Art en Capital - ComparaisonsLibellule - Renaissance contemporaineSalon du Dessin et de la Peinture à l'eau Sandrina Fouache Julie Roussin-Bouchard Frédéric Latrace Fernando Ferreira Paul Maulpoix Doro A.R.T Torrente Jacques Courtois expose au musée Utrillo-Valendon à Sannois |
| 177    | décembre 2014 - janvier/février 2015         | François LegrandFrançois LassereFrédéric Latrace Marie-Marie Liliane Vincent Peintres du MaraisSafadore - Mont DoreSNBAArts Sciences-LettresMickael Marciano |
| 178    | mars - avril 2015                            | Zacchi / Galerie du MaraisPierre LagénieSaréMélanie QuentinBellou Jaillet Gil Pottier Evelyne Crozat Coulmont Régine Pivier-Attolini Le grand prix de Port-Royal 2014MennecyAEAFSociété artistique de Dourdan |
| 179    | mai - juin 2015                              | Eric Lecam Manuel Donato Diez Jean-François LarrieuGeorges HosotteRichard Brouard Jacques Léonard Cotignac - 1er Printemps des ArtsDanielle Vasa 26es rencontres de maubourguetMusée Palué 37e Salon d’art de Saint-Germain-lès-Corbeil |
| 180    | juillet - août - septembre 2015              | Pierre CarronLéonard Rachita Jean-Claude Brun Reinhard Franck Godille Daniel Gallais Roland Lefranc et Joë Fougères Anne-Marie Torrisi Christian Guirette Xavier Colin |
| 182    | hiver 2016                                   | Jacqueline GougisBrandily Patricia Maïocco Van-Ro Rémi Planche Christophe Blanc Nina Tescar Luc Dartois Nicole King Joël William Christian Dagonet Couqueberg Lysiane BeckDidier Dantras Louise Tilleke Yves SutterArAnimaLena UntidtVincent Libecq                                                                                            |
| 183    | mars-avril 2016                              | Albert MaignanGustave Moreau et Georges Rouault Jean-Claude Bligny Celia Brindel Arno Boueilh Bernardino ToppiJacques Léonard Dan Jacobson Georges Weill |
| 199    | eté 2020 Numéro Spécial: Ateliers d'Artistes | Michèle BattutAlain BonnefoitJivkoHocine Ziani |
| 204    | automne 2021                                 | La peinture déchirée : Chaim Soutine, Willem de KooningPierre BonnardGeorges RouaultHervé Loilier |
| 206    | avril-mai 2022                               | Éditorial Camille Claudel Misha Sydorenko Jean-Claude Bourgeois Elisabeth Cibot Kito Antoine |
| 209    | automne 2022                                 | Alain BonnefoitFondation TaylorMimei SakamotoSabrina ViolaPhilippe TallisZacchi |
| 213    | automne 2023                                 | Carlos Sablon Lydia Canclaux Hélène Nué Kito Antoine Guy Jouary |
| 217    | Automne 2024                                 | Danielle Beck Bruno Liljefors Kito Antoine Didier Thirion |